# Liana Mesa Luaces
Liana Mesa Luaces (ur. 26 grudnia 1977 w Camagüey) – kubańska siatkarka występująca na pozycji atakującej (wyjątkowo przez część sezonu 2008 występowała na pozycji libero). Wraz z reprezentacją w 2004 roku zdobyła brązowy medal na IO w Atenach.
W latach 1998–2000 występowała w Serie A, w drużynie Asystelu Novara.
Obecnie występuje w Bundeslidze, w drużynie Rote Raben Vilsbiburg.

## Osiągnięcia
- 2004 – Srebrny medal Grand Prix
- 2004 – Brązowy medal Igrzysk Olimpijskich
- 2005 – 4.miejsce podczas Grand Prix
- 2007 – Srebrny medal turnieju Volley Masters Montreux
- 2007 – Złoty medal Igrzysk Panamerykańskich
- 2007 – Złoty medal mistrzostw NORCECA